# Fred Lawrence Whipple
Pour les articles homonymes, voir Whipple.
| (1252) Celestia | 19 février 1933 |

Fred Lawrence Whipple (Red Oak, 5 novembre 1906 – Cambridge (Massachusetts), 30 août 2004) est un astronome américain.
Il est surtout connu pour avoir écrit un article influent dans The Astrophysical Journal en 1950, dans lequel il proposait la théorie du « conglomérat glacé » sur la composition des comètes (appelée plus tard théorie de la « boule de neige sale »). Les principes de base de cette théorie furent par la suite confirmés, cependant la quantité exacte (et donc l'importance) des glaces dans une comète est un domaine de recherche actif. La plupart des données récemment obtenues indiquent une faible contribution des glaces à la masse d'une comète, infirmant en partie la théorie de la « boule de neige sale ».

## Biographie
Whipple, fils d'un fermier, est né le 5 novembre 1906 à Red Oak (Iowa) dans l'Iowa. Une attaque précoce de polio anéantit son ambition de devenir joueur de tennis professionnel. Whipple étudie à l'Occidental College de Los Angeles, puis réussit brillamment en mathématiques à l'université de Californie à Los Angeles. Un cours d'astronomie l'orienta dans cette direction, et il obtient un doctorat sur ce sujet en 1931 à l'université de Californie à Berkeley. Pendant qu'il est à l'université, il contribue à décrire l'orbite de la planète nouvellement découverte Pluton.
Il rejoint le Harvard College Observatory en 1931 et étudie les trajectoires des météores, confirmant qu'ils provenaient du système solaire plutôt que de l'espace interstellaire.
En 1933, il découvre la comète périodique 36P/Whipple et l'astéroïde (1252) Celestia. Il découvre ou codécouvre également cinq autres comètes non périodiques, la première d'entre elles étant C/1932 P1 (Peltier-Whipple), découverte indépendamment par le célèbre astronome amateur Leslie Peltier.
Durant la Seconde Guerre mondiale, il invente un appareil pour découper le papier d'étain en paillettes utilisées pour brouiller les radars ennemis repérant les avions alliés. Il reçoit un Certificat du Mérite pour cette invention en 1948.
Il invente également le « pare-chocs à météorites » ou « bouclier Whipple », qui protège les engins spatiaux contre l'impact des petites particules en les vaporisant.
En 1955, il devient directeur de la Smithsonian Astrophysical Observatory (SAO), demeurant à ce poste jusqu'en 1973.
Il anticipe l'ère des satellites artificiels et crée le groupe "Moonwatch" pour les suivre. Son groupe est le seul entraîné et prêt à faire des observations lorsque l'Union soviétique lance de façon inattendue Spoutnik 1 en 1957.
Whipple meurt en 2004, âgé de 97 ans.
L'astéroïde (1940) Whipple est nommé en son honneur, tout comme l'observatoire Fred Lawrence Whipple sur le mont Hopkins, dans l'Arizona. L'astéroïde (8344) Babette est nommé d'après sa femme, Babette ("Babbie") Whipple (née Samelson).

## Distinctions et récompenses
- Distinguished Federal Civilian Service Award, remis par le président américain John F. Kennedy (1963)
- Médaille d'or de la Royal Astronomical Society (1983)
- Prix Gerard-P.-Kuiper (1985)
- Médaille Bruce de la Société astronomique du Pacifique (1986)
- Maîtrise de conférences Henry Norris Russell de la Société américaine d'astronomie (1987)